# Thoracostomopsis longissima
Thoracostomopsis longissima är en rundmaskart som beskrevs av Nikolai Nikolaievich Filipjev 1927. Thoracostomopsis longissima ingår i släktet Thoracostomopsis och familjen Thoracostomopsidae. Inga underarter finns listade i Catalogue of Life.